# Louis Lambert
Louis Lambert è un romanzo dello scrittore francese Honoré de Balzac, pubblicato per la prima volta in volume nel 1832 fa parte degli "Studi filosofici" de La Commedia umana. Ambientato in una scuola religiosa a Vendôme, esamina la vita e le teorie di un ragazzo di genio affascinato dal filosofo e mistico svedese del XVIII secolo Emanuel Swedenborg.
Il romanzo contiene una trama minimale, concentrandosi soprattutto sulle idee metafisiche del giovane protagonista e del suo unico amico, colui che narra la vicenda.

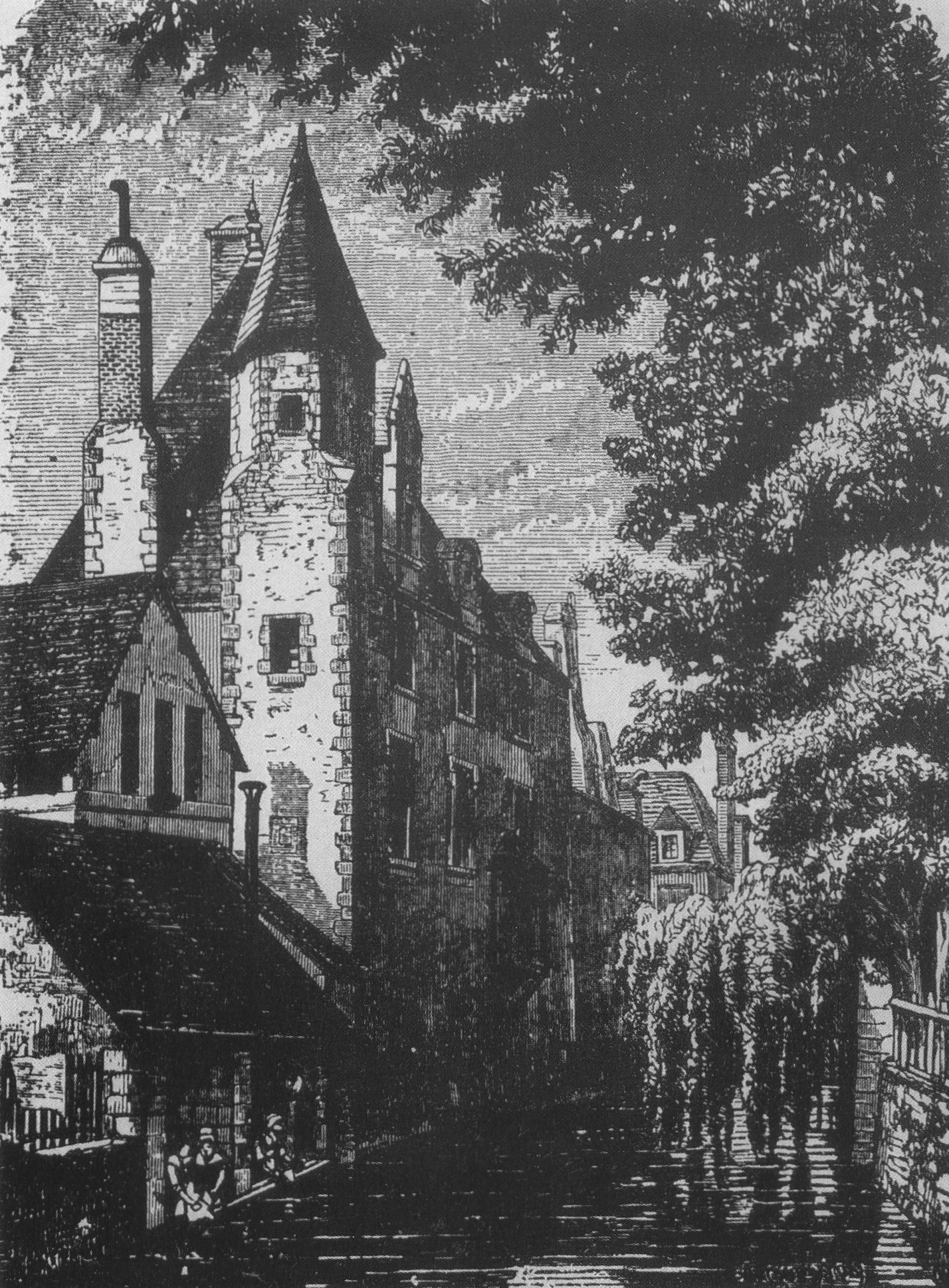
Come il suo creatore Honoré de Balzac, anche Louis Lambert trascorre gli anni dell' adolescenza presso il collegio di Vendôme, leggendo molti libri e soffrendo della ferrea disciplina imposta dagli insegnanti, che non lesinano pesanti e frequenti punizioni fisiche.

## Genesi
L'opera è in parte autobiografica, come il protagonista anche l'autore aveva studiato nella Confederazione dell'Oratorio di San Filippo Neri a Vendôme (secondo di cinque figli Balzac è stato inviato in collegio dai preti all'età di otto anni; tornò a casa sei anni più tardi, debole e malaticcio), ed in parte anche un importante contributo alla descrizione del magnetismo animale così come Balzac lo conosceva dalle ricerche seguite da Alexis Didier, considerato il più grande medium e chiaroveggente del tempo.
L'interesse che Balzac ha sempre avuto nei riguardi delle scienze paranormali ne ha alimentato molto anche la fantasia creativa; col personaggio di Louis Lambert ha espresso ampiamente il suo accentuato gusto metafisico. L'autore infine aveva anche progettato di scrivere un "Trattato sul testamento" ove doveva venir mostrato come le forze spirituali al di sopra di noi possono influenzare il comportamento fisico.
Precedente al Louis Lambert è il racconto intitolato Les Proscrits del 1831, che narra l'esistenza di due poeti, Dante and Godefroid de Gand, che frequentano la Sorbona di Parigi all'inizio del XIV secolo: la storia esplora questioni di metafisica e misticismo, in particolare la ricerca spirituale e l'illuminazione. Le teorie di Swedenborg, che ha avuto una notevole influenza sul giovane Balzac, permeano tutta la vicenda.

## Trama

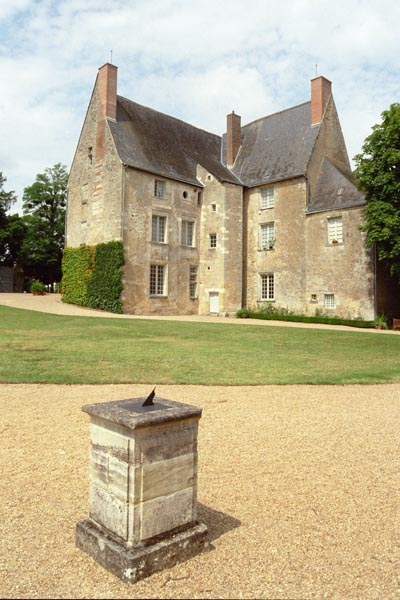
Balzac scrisse il Louis Lambert durante un soggiorno presso il Castello di Saché, vicino a Tours.

La storia è scritta in prima persona; il narratore descrive l'incontro con un giovane talentuoso avvenuto nel collegio dell'oratorio di Vendôme: il ragazzo gode della protezione nientemeno che di Madame de Staël. Tutto preso nei suoi studi personali Louis rimane estraneo all'ambiente non legando con gli altri studenti della stessa età; viene inoltre spesso preso di mira con scherzi e prese in giro.
Unico figlio di un conciatore di pelli nasce nel 1797 ed inizia a leggere fin dalla più tenera età; nel 1811 ha occasione d'incontrare l'autrice svizzera Madame de Staël la quale, colpita dall'acuto intelletto del ragazzino paga le spese per la sua iscrizione al Collegio di Vendome. Qui Louis incontra il narratore, suo compagno di classe e chiamato "il poeta" (identificato come lo stesso Balzac): i due diventano ben presto buoni e cari amici.
Evitato dagli altri studenti e rimproverato dagli insegnanti per il suo prestar poca attenzione alle lezioni, il legame tra i due ragazzi si rafforza attraverso le svariate discussioni che vengono ad avere su argomenti di mistica e filosofia. Tra le sue letture troviamo anche Swedenborg (le cui teorie appaiono espresse anche in Séraphîta); il giovane ha forti componenti geniali ma gli insegnanti non riescono a comprendere la sua sete d'assoluto e tutti più o meno lo considerano un mezzo pazzoide.
Dopo aver completato un suo saggio sui temi trattati a voce negli incontri con l'amico, Louis rimane sconvolto quando un insegnante glielo confisca definendolo "spazzatura"; poco dopo una grave malattia costringe il narratore a lasciare la scuola.
Nel 1815 Louis si diploma all'età di 18 anni e comincia a vivere per i successivi tre anni nella capitale. Dopo il ritorno a casa di suo zio a Blois, incontra una donna di nome Pauline de Villenoix e cade appassionatamente innamorato di lei: il giorno prima del loro matrimonio però subisce un crollo mentale e tenta l'auto castrazione, volendo in tal maniera imitare il padre della chiesa Origene.
Dichiarato incurabile dai medici a Louis viene ordinato un periodo di riposo assoluto in perfetta solitudine. Pauline lo conduce al castello di famiglia, ove si ritrova a vivere in una condizione di quasi coma; il narratore farà visita al suo vecchio amico, ma questi non riesce a dirgli altro che "Gli angeli sono bianchi".
Solo la sua amata Pauline prende in seria ed attenta considerazione i suoi pensieri e riflessioni, riunendoli in un "trattato della volontà", opera ch'egli non ha avuto il tempo di portare a termine. Louis muore il 25 settembre 1825 all'età di 28 anni.

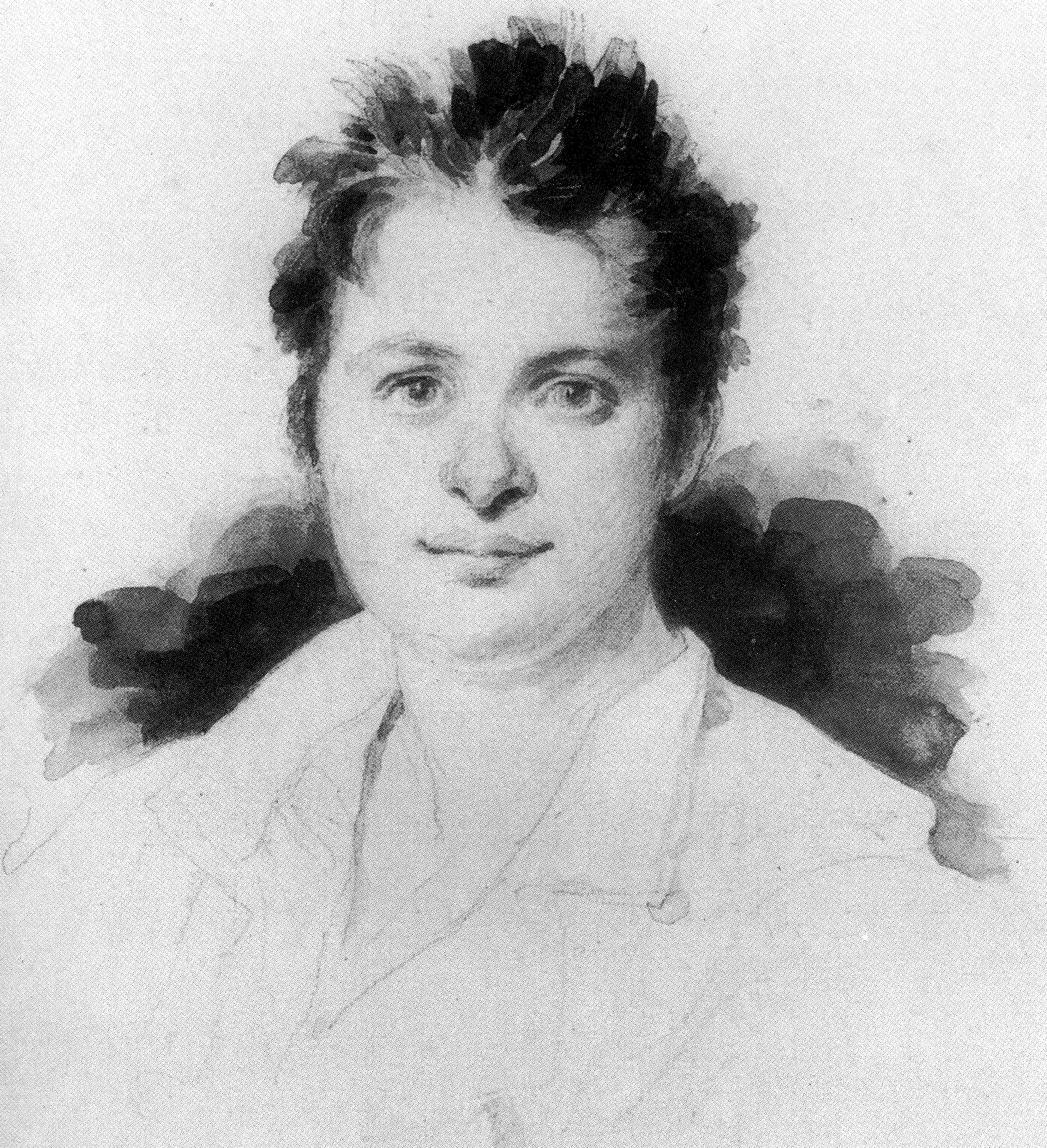
Balzac, ritratto qui nella seconda metà degli anni '20, descrive Louis Lambert come "di costituzione esile, coi capelli di un bel nero brillante riuniti in una massa di riccioli".

## Temi trattati
Balzac descrive il percorso seguito da una mente visionaria, che non è in grado di conciliare le proprie idee con quelle del mondo esterno; lo scrittore era un appassionato di teorie che parlavano di fluidi misteriosi e/o magnetismo psichico.
I dettagli specifici descritti, tra cui le punizioni corporali inflitte agli studenti dagli insegnanti, suggeriscono una biografia romanzata. Inoltre, mentre era proprio studente a Vendome Balzac scrisse un saggio intitolato "Traité de la Volonté": il saggio discute sia la filosofia di Swedenborg che di altri autori misticheggianti.
Le idee esaminate descrivono una scissione tra esistenza esteriore ed interiore, l'esistenza delle creature chiamate angeli (parlando di un loro esser essenzialmente androgino), l'illuminazione spirituale e l'interazione tra genio e follia.